# Aspalathus linguiloba
Aspalathus linguiloba är en ärtväxtart som beskrevs av Rolf Martin Theodor Dahlgren. Aspalathus linguiloba ingår i släktet Aspalathus och familjen ärtväxter. Inga underarter finns listade i Catalogue of Life.